# David Rytz von Brugg
David Rytz von Brugg (* 1. April 1801 in Aetingen im Bezirk Bucheggberg, Kanton Solothurn; † 25. März 1868 in Aarau) war ein Schweizer Mathematiker und Lehrer.

## Leben
Rytz von Brugg war der Sohn eines in Ätingen wirkenden Pfarrers, der früh verstarb. Rytz lebte anschliessend bei seinem Onkel Rahn, der Pfarrer in Oberentfelden war. Rytz besuchte die Alte Kantonsschule Aarau, das Karolinum in Zürich und studierte Mathematik, Physik und Astronomie an der Universität Göttingen und der Universität Leipzig.
Rytz hatte Lehrerstellen an verschiedenen Orten inne und kam 1827 als Hauptlehrer an die Gewerbeschule in Aarau. Als diese 1835 mit der Kantonschule Aarau vereinigt wurde, unterrichtete Rytz als Professor der Mathematik bis zu seinem Rücktritt 1862.

## Leistungen
Rytz von Brugg ist bekannt durch die auf ihn zurückgehende rytzsche Achsenkonstruktion. Dieses klassische geometrische Konstruktionverfahren ermöglicht es, für ein beliebiges Paar konjugierter Durchmesser einer Ellipse deren Haupt- und Nebenachse zu konstruieren. Das Verfahren ist bekannt seit 1845, als es in einer Arbeit von Leopold Moosbrugger veröffentlicht wurde.